# Маклейн, Аллан, 6-й баронет
Сэр Аллан Маклейн, 6-й баронет из Морверна (англ. Sir Allan Maclean, 6th Baronet; 1710 — 10 декабря 1783) — шотландский племенной лидер и британский военный, 22-й глава клана Маклейн (1750—1783). Также носил титулы 4-го лэрда Броласа, 2-го лорда Маклейна и 6-го баронета из Морверна.
Он скончался, не оставив наследника мужского пола своего титула, поэтому все титулы были присвоены его ближайшему родственнику мужского пола, четвероюродному брату, сэра Гектору Маклейну, 7-му баронету (ок. 1760—1818).

## Ранние годы
Он родился в 1710 году в Торлойске в семье Дональда Маклейна, 3-го лэрда Броласа (ок. 1670—1725), и Изабеллы, дочери Аллана Маклейна, 10-го лэрда Ардгура (1668—1756). Он стал главой клана Маклейн, когда сэр Гектор Маклин, 5-й баронет (ок. 1700—1750), его троюродный брат, умер, не оставив наследника в 1750 году.

## Военная карьера
Свою военную карьеру начал на службе Нидерландов в звании лейтенанта бригады шотландских горцев. Участвовал в штурме и взятии Берген-оп-Зома. Затем он получил назначение в 60-й Королевский американский полк, адъютантом которого какое-то время был. Он служил капитаном в экспедиции генерал-майора Джеймса Вольфа в 1759 году по завоеванию Канады. Впоследствии он был назначен командующим нью-йоркской независимой ротой, с которой он присутствовал в битве при Тикондероге. В ходе боя он был тяжело ранен. Он был снова ранен во время боя, предшествовавшего сдаче форта Ниагара. По окончании Канадской войны он вернулся в Англию. Во время Войны за независимость США ему было присвоено звание полковника. Он и его люди сыграли важную роль в разгроме Бенедикта Арнольда в Квебеке. Гарнизон насчитывал 50 стрелков и 350 горцев-эмигрантов, а также 700 ополченцев и моряков. Сэр Гай Карлтон, 1-й барон Дорчестер, был занят организацией общей защиты колонии, поэтому защита города была поручена Маклейну. Некоторые из малодушных и недовольных теперь были склонны открыть ворота врагу, но их сдерживал Аллан Маклейн, который охранял ворота вместе со своими горцами, запретил всякое общение с осаждающими и стрелял по их флагу — прапорщику. восстания, в результате которого после убийства Ричарда Монтгомери Бенедикт Арнольд отказался от осады и покинул страну. Полковник Маклейн впоследствии был размещен в форте Ниагара и вместе со своим полком участвовал в битве при Этау-Спрингс. После отъезда из Северной Америки он получил звание бригадного генерала.

## Брак и дети
Он женился на Анне (Уна, 1728—1760), дочери Гектора Маклейна, 11-го из Колла (ок. 1689—1754) , также называемого 14-м лэрдом Колла или 12-м из Колла. У супругов было три дочери:
- Мэри Маклейн, вышла замуж за Чарльза Маклейна из Кинлочалина.
- Сибилла Маклейн, вышла замуж за Джона Маклейна из Инверскаделла.
- Энн Маклейн, вышла замуж за доктора Маккензи Грив из Эдинбурга.

Его жена умерла в 1760 году.
Сэр Аллан развлекал Сэмюэля Джонсона и Джеймса Босуэлла на острове Инч-Кеннет в октябре 1773 года. Аллан Маклейн умер в 1783 или 1784 году, не оставив сына, и его титул перешел к четвероюродному брату, сэру Гектору Маклину, 7-му баронету (ок. 1760—1818).